# Gabriel de Rumine
Gabriel de Rumine (Russisch: Габриэль Рюмин) (Lausanne, 16 januari 1841 - Boekarest, 3 september 1871) was een Russisch-Zwitsers ingenieur, reiziger, fotograaf en filantroop.

## Biografie

### Opleiding
Gabriel de Rumine was een zoon van de Russische prins Basile-Wilhelm de Rumine, een adviseur van de Russische tsaar, en van prinses Catherine Schakhovskoy. Hij studeerde vanaf 1859 wetenschappen en letteren aan de academie van Lausanne en vanaf 1861 aan de Technische Universiteit van Lausanne. In 1862 richtte hij samen met zijn moeder in Lausanne een industrieel museum op. Daarvoor kregen zij van de stad Lausanne het ereburgerschap toegewezen. Nog in datzelfde jaar werd de Rumine genaturaliseerd. In 1864 werd hij ingenieur.

### Reiziger en fotograaf
Gabriel de Rumine maakte verschillende reizen en legde zich daarbij ook toe op de fotografie. In 1867 reisde hij naar Amerika en in 1868 naar Parijs, waar hij in 1870 een hotel liet oprichten. Begin 1871 keerde hij terug naar Lausanne, maar ondertussen was hij besmet geraakt met pokken. Nadat hij van deze ziekte was genezen, besloot hij een reis te maken naar Istanboel, via Venetië, Wenen, Boedapest en Boekarest. Istanboel zou hij echter nooit bereiken, gezien hij onderweg in Boekarest overleed aan buiktyfus. Zijn lijk zou later worden gerepatrieerd naar Zwitserland. Op 3 september 1871 werd hij begraven in Lausanne. Op 5 april 1898 werden zijn stoffelijke resten opgegraven om te worden overgebracht naar een andere begraafplaats elders in de stad.

### Filantroop

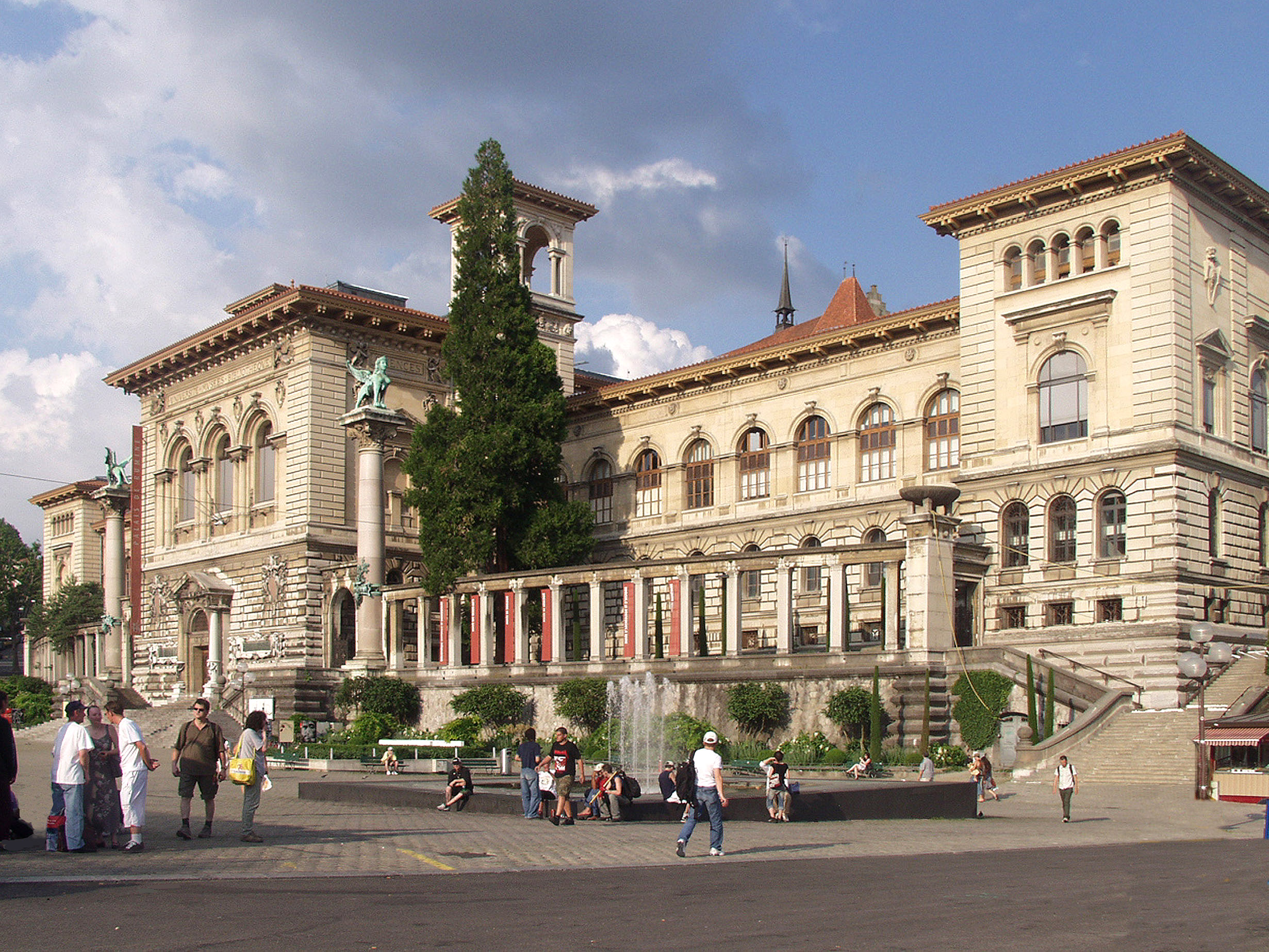
Het Palais de Rumine in Lausanne, vernoemd naar Gabriel de Rumine en opgetrokken met fondsen uit zijn nalatenschap.

Kort voor zijn vertrek naar Istanboel stelde Gabriel de Rumine op 20 maart 1871 een testament op waarin hij een legaat van anderhalf miljoen Zwitserse frank opnam ten voordele van de stad Lausanne. Dit legaat zou later toelaten om het naar hem genoemde Palais de Rumine te bouwen (1898-1906), waar de universiteit en later de kantonnale bibliotheek en diverse musea zich zouden vestigen. In 1872 besloot het stadsbestuur van Lausanne om een belangrijke laan in de stad naar de Rumine te vernoemen, de Avenue de Rumine.